# ジグミ・ケサル・ナムゲル・ワンチュク
ジグミ・ケサル・ナムゲル・ワンチュク（ゾンカ語：、ラテン文字表記：Jigme Khesar Namgyel Wangchuck、1980年2月21日 - ）は、第5代ブータン国王。学位は政治学修士（オックスフォード大学モードリン・カレッジ）。名誉学位として慶應義塾大学、名誉博士号として千葉工業大学、タイ王国ランシット大学を保有。日本語の表記では「ジグメ・ケサル・ナムギャル・ワンチュク」とする場合がある。
ブータンで現行の50・1000ニュルタム紙幣に肖像画が使用されている。

## 経歴

### 即位まで
第4代国王ジグミ・シンゲ・ワンチュクと第3王妃との間の長男として誕生した。ジグミ・シンゲ・ワンチュクには4人の妃がおり、妃たちは実の姉妹である。実の弟妹がそれぞれ1人ずつ、異母弟が3人、異母姉が1人と異母妹が3人いる。
ブータンで基礎教育を受けた後、アメリカ合衆国マサチューセッツ州のフィリップス・アカデミー、クッシング・アカデミー、ウィートン・カレッジに学び、イギリスのオックスフォード大学のモードリン・カレッジにも留学しており、同大より政治学修士号を取得している。父王と同様にインドへの留学経験もある。そのため、母国語のゾンカ語の他に、英語とヒンディー語が話せる。
ブータンの王子として、2006年6月12日から13日にかけてタイのバンコクを訪問し、ラーマ9世国王の在位60周年式典に25ヶ国の王族と共に出席した。端正な容姿と気さくな振舞いでタイ女性の間で人気となり、王子が去った後もタイの新聞社は数週間に渡って彼を「理想の男性」と呼んで、王子に関する毎日の話題や写真とブータンの観光に関する記事を掲載した。また、タイでは彼の写真集も発売されている。サッカーを趣味としており、週末にはサッカーで汗を流しているという。
Assumption大学のABAC世論調査センターが募った投票では、今回タイを訪問した王族の中では彼が最も有名であるという結果が出たが、一部からこのような投票はタイ国王に関する荘厳な儀式を軽んじるものだと考えられた事から、ABACセンターのディレクター(Nophadol Kanika)は、結果の公表から数時間後にこれを取り消した。
タイのインターネットフォーラムPantip.comへの訪問者は、王子についての投稿でウェブサイトを溢れさせた。未知の女性と彼の写真が投稿され、タイの日刊紙は後で写真を特集したが、タイの捜査機関はその写真がプライバシーの侵害であると判断し、何人であっても将来それを頒布した者は起訴するとしている。
2006年11月、チェンマイで行われた国際園芸博訪問のため、タイを再訪。その際にランシット大学から名誉学位を受けている。

### ブータン国王に即位
ジグミ・シンゲ・ワンチュク国王は、2008年に譲位をする意向を2005年に示していたが、より早い2006年12月14日に退位した。これを受けて同日に国王として即位し、2008年11月6日に戴冠式が行われた。本来は2008年に行われるブータン初の総選挙にともなって譲位される予定であったが、前倒しになった理由について前国王は「彼に十分な統治経験を積ませるために早期の譲位を決断した」とのことだと国王の側近がBBCに語った。
2011年5月20日、平民ながらも遠縁の女性ジェツン・ペマと、同年10月に結婚予定と発表、10月13日にプナカで結婚式を挙げた。

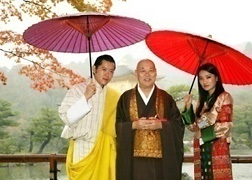
2011年11月21日、訪問先の京都・金閣寺で

結婚後の最初の外遊では、2011年11月15日に、王妃とともに日本を訪問。日本国政府から国賓として処遇された。17日午前に、東京都港区の慶應義塾大学を訪問し、清家篤塾長から名誉博士号の贈呈を受け、三田演説館で講演を行った。その後の午後に、国会の国会議事堂にて、衆議院本会議場で演説を行う。その足で、当時すでに2年の柔道経験があり、かねてよりブータンの教育に柔道を取り入れようと考えていた国王は、柔道の本場講道館を訪問、子供の稽古風景や、オリンピック金メダリストを始めとする日本選手の技の披露を鑑賞し、館長から講道館柔道初段の贈呈を受ける（講道館は他の格闘技にありがちな、名誉段位制度を持たないので、国王の初段は試合等で獲得した一般稽古者の初段と全く同一のものである）。このほか、東日本大震災の被災地のひとつ福島県を訪問。さらに京都市を訪問し鹿苑寺を参拝した。
2016年2月5日、ジェツン・ペマ王妃との間に第一子となるジグミ・ナムゲル・ワンチュク王子が誕生した。2020年3月19日、第二王子となるジグミ・ウゲン・ワンチュク王子が誕生、2023年9月9日には第三子となるソナム・ヤンデン・ワンチュク王女が誕生した。
2019年10月22日の即位礼正殿の儀に参列し、同日中に迎賓館赤坂離宮で安倍晋三内閣総理大臣と会談を行った。

## 学歴
- ヤンチェンプ高校
- クシング・アカデミー - 米国マサチューセッツ州
- ウィートン・カレッジ - 米国マサチューセッツ州
- オックスフォード大学モードリン・カレッジ - 英国
- オックスフォード大学(政治国際関係学部) - 英国